# Johann Georg Obrist

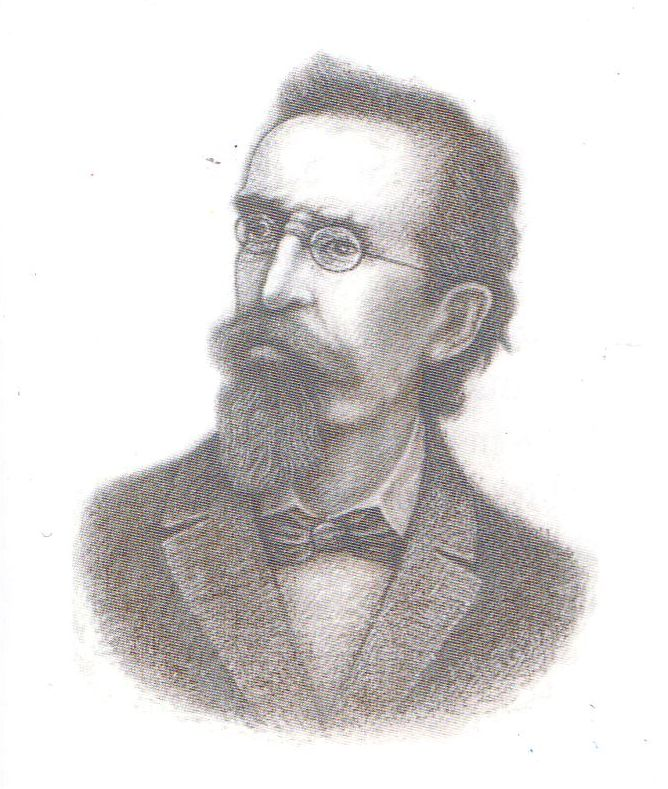
Johann Georg Obrist

Johann Georg Obrist (* 26. Mai 1843 in Jenbach, Kaisertum Österreich; † 18. April 1901 in Innsbruck, Österreich-Ungarn) war ein österreichischer Lehrer und Dichter.

## Leben
Als Sohn eines Müllermeisters besuchte Obrist die Volksschule in Jenbach und das Gymnasium in Innsbruck. Sein Lehrer Adolf Pichler bemerkte und förderte Obrists lyrische Begabung. Nach der Matura studierte Obrist Germanistik an der Universität Innsbruck und wurde (wie später auch sein Sohn Walter) Mitglied des Corps Rhaetia.
Nach dem Triennium (sechs Semestern) trat er freiwillig der Akademischen Legion bei, die sich im österreichisch-italienischen Krieg am Kampf um Venedig beteiligte. Er gründete die kurzlebige Wochenschrift „Die Dorflinde“, in der er zahlreiche Gedichte und Novellen veröffentlichte.
1869 nach Czernowitz gekommen, war er fünf Jahre Supplent an der griechisch-orthodoxen Realschule. Er lernte Karl Emil Franzos kennen, der bereits Rechtswissenschaft in Wien studierte, aber immer wieder nach Czernowitz kam. Die beiden schmiedeten weitgehende literarische Pläne, so auch die Herausgabe der „Buchenblätter“, des Jahrbuchs für deutsche Literaturbestrebungen in der Bukowina. Dieser Almanach wurde 1864 von Wilhelm Capilleri gegründet und 1870 von Franzos herausgegeben. In ihm veröffentlichte Obrist unter anderem Gedichte mit Motiven der Bukowina („Am Pruth“). Seinen ersten Gedichtband „Georginen“ widmete er seinem Lehrer Pichler. Der Band enthielt auch Nachdichtungen aus den ostslawischen Sprachen (Puschkin, Worobkiewicz). Obrists Interesse an ukrainischer Kultur ist die erste fremdsprachige Buchausgabe von Werken Taras Schewtschenkos zu verdanken.
1871 konnte Obrist noch den dritten Almanach der Buchenblätter herausgeben, bevor er 1873 an das Gymnasium in Trautenau in Böhmen versetzt wurde. 1875 kehrte er nach Innsbruck zurück und übernahm eine Stelle als Amanuensis der Universitätsbibliothek Innsbruck. Zugleich redigierte er die Zeitschrift „Der Bote für Tirol und Vorarlberg“ und engagierte sich bei den „Fliegenden Blättern“, beim „Album des literarischen Vereins Nürnberg“, beim „Frankfurter Dichtergarten“ und bei anderen Presseorganen.
Obrists letzte Lebensjahre waren von Konflikten mit Innsbrucks Klerus überschattet. Man sah in ihm einen gefährlichen Dissidenten, der mit seinen Äußerungen und Werken die Grundlagen des katholischen Glaubens untergrub. Die Auseinandersetzungen kosteten Obrist viel Kraft und trieben ihn in den frühen Tod. Sein Nachlass befindet sich im Stadtarchiv Innsbruck und wurde bislang nicht erforscht.

## Veröffentlichungen
- Taras Grigoriewicz Schewtschenko. Ein kleinrussischer Dichter. Dessen Lebensskizze samt Anhang, bestehend aus Proben seiner Poesien, in freier Nachdichtung.
- Czernowitzer Spaziergänge
- Jutta von Straßberg
- Für Igls! Neue Gedichte J. G. Obrists, 1883
- Hippolyt Guarinoni – Zur Geschichte der Tiroler Kultur, 1867
- Der Dichter Hermann von Gilm: Eine Biographie, 1874
- Robert Lechleitner: Ein Tiroler Autodidakt, 1878